# Tit Mellil
Tit Mellil är en stadskommun i Marocko. Den ligger i provinsen Médiouna och regionen Casablanca-Settat, 80 km sydväst om huvudstaden Rabat. Antalet invånare var 32 782 vid folkräkningen 2014.